# Université d'Ioánnina
L’université d'Ioánnina (en grec moderne : Πανεπιστήμιο Ιωαννίνων) est une université grecque, située à cinq km au sud-ouest du centre-ville d'Ioannina sur le terrain du monastère Douroútis. Elle compte près de 13 000 étudiants (en 2006) et dix-sept départements. Sa faculté de médecine et celle de littérature sont considérées parmi les meilleures de Grèce.
L'université fut fondée le 8 mai 1964 avec le département de philosophie, en tant qu'annexe de l'université Aristote de Thessalonique. Elle a commencé à fonctionner l'année 1964-65 avec deux cents étudiants environ. L'inauguration officielle se déroula le 7 novembre 1964.